# Lezione di anatomia del dottor Nicolaes Tulp
Lezione di anatomia del dottor Nicolaes Tulp è un dipinto a olio su tela (169,5x216,5 cm) realizzato da Rembrandt nel 1632, firmato e datato "REMBRANDT. F:1632". Oggi l'opera è conservata al Mauritshuis dell'Aia.

## Analisi dell'opera
Il dipinto fu commissionato al pittore dalla Gilda dei Medici di Amsterdam. Rappresenta il professor Nicolaes Tulp, titolare della locale cattedra di anatomia, mentre esegue la dissezione del corpo di un giustiziato del quale, grazie ai documenti, conosciamo l'identità: Adrian Adrianeszoon detto "Het Kindt", famigerato criminale impiccato ad Amsterdam nel gennaio del 1632.
In un'epoca in cui non esisteva ancora la refrigerazione elettrica per conservare i cadaveri, le anatomie si potevano tenere solo nei mesi più freddi: conseguenzialmente, possiamo dedurre che l'intervento su Het Kindt sia stato tenuto da Tulp poco dopo la sua impiccagione. Il dipinto, quindi, è databile alla prima metà dell'anno.
Come accadrà dieci anni dopo con l'altrettanto celebre La ronda di notte, qui troviamo i nomi dei presenti (in questo caso, medici) scritti su un libro tenuto in mano da un assistente; l'ultimo nome, appartenente al personaggio all'estrema sinistra, sembra aggiunto successivamente, così come la figura nel quadro. 
Indimenticabili sono le figure, colte in tutto il loro stupore, ribrezzo e curiosità, magnificamente sottolineati dall'illuminazione della scena, che dà al dipinto un'atmosfera assolutamente unica.
Il dottor Tulp è ritratto nel momento in cui espone agli astanti il funzionamento dei tendini del braccio sinistro: per maggiore comprensione, li afferra con delle grosse pinze, e a sua volta, con la mano sinistra, mima il movimento delle dita reso possibile dai tendini stessi. Da sottolineare come il gesto del medico sia molto simile a quello di un pittore quando tiene il pennello tra le dita. Il dipinto sottolinea quindi le similitudini tra medicina e pittura, e vuole essere un omaggio per entrambe.
Le radiografie e le indagini hanno rivelato la presenza di alcune correzioni, compiute probabilmente da Rembrandt stesso: oltre alla già citata aggiunta del medico all'estrema sinistra, è stata modificata la lista dei presenti sul foglio in mano al medico al centro, è stato cancellato il cappello del medico in piedi in alto, ed è stata aggiunta la mano del cadavere (che sappiamo dai documenti essere mancante, in quanto già amputata in vita al ladro). Inoltre, il corpo non presenta i consueti tagli dell'eviscerazione, fatta per scongiurare sgradevoli miasmi: ma tale mancanza potrebbe essere dovuta ad una questione di "decoro".